# Присяжнюк Артем Юрійович
Артем Юрійович Присяжнюк — майор Головного управління розвідки Міністерства оборони України, учасник російсько-української війни.

## Життєпис
Народився в селищі Якимівка Запорізька області. 
Трудову діяльність розпочав у Службі безпеки України. Потім виграв конкурс та працював у Державному бюро розслідувань. 
З початком повномасштабного вторгнення захищав Україну в лавах ГУР. 
Загинув у грудні 2022 року на Донеччині.

## Вшанування
Одну з вулиць Запоріжжя перейменована честь загиблого майора Артема Присяжнюка.